# Мельник Соломія Тарасівна
Соломі́я Тара́сівна Ме́льник (нар. 6 листопада 1984) — акторка театру «Дах», проживає у місті Києві.

## Життєпис
Батьки — музиканти. Батько — Тарас Мельник, директор фестивалю «Червона Рута». Мати — Ольга Мельник — керує фольклорним гуртом «Дай Боже», де з трьох років Соломія і співає. З місяця вона на сцені, знімалася у фільмах, працювала на Кіностудії імені Олександра Довженка з Юрієм Іллєнком. Закінчила Київський національний університет театру, кіно і телебачення імені Івана Карпенка-Карого (2003—2007).
Для Соломії велике значення має її рідна земля, без пафосу. Ще з покійною сестрою Соломія їздила в експедиції у пошуках фольклорних матеріалів. Голос у Соломії сильний, надривний, його вона часто використовує у виставах. Саме в містично-фольклорному спрямуванні театру «ДАХ» Соломія повністю розкривається. Найбільше любить свою роль простої української жінки в «Українському Декамероні», і сама в першу чергу є жінкою, мріє про сім'ю, але театр для неї — це все. Театр — це тепер її життя і сім'я.
Соломія — також учасниця гурту «Потужні дівчата», котрий у 1999 році став лауреатом фестивалю «Червона Рута» у м. Дніпрі.

## Громадська позиція
2018 року долучилася до благодійного фотопроєкту «Щирі. Свята», присвяченого українському народному костюму та його популяризації. Проєкт було реалізовано зусиллями ТЦ «Домосфера», комунікаційної агенції Gres Todorchuk та Національного центру народної культури «Музей Івана Гончара». Увесь прибуток, отриманий від продажу виданих календарів, було передано на реконструкцію музею. Кожен місяць у календарі присвячено одному з традиційних українських свят, на яке вказують атрибути та елементи вбрання.